# Bafut (peuple)
Pour les articles homonymes, voir Bafut.
Les Bafut sont un peuple bantou d'Afrique centrale établi au Cameroun. Ils font partie du groupe tikar.
Ils vivent dans le Grassland, une région très fertile,  et cultivent le maïs et d'autres céréales. Ils ont la réputation d'exceller notamment dans l'art de la poterie et le travail du métal. Leur chef porte le titre de Fon.

## Ethnonymie
Selon les sources, on peut rencontrer diverses variantes de l'ethnonyme : Bafou, Bafout, Bafouts, Bafu, Bafute, Bafuts, Bapet,  Befe, Bufu, Bute, Fut, Mfute, Mfut, Wute.

## Langue
Ils parlent une langue bantoue du groupe ngemba, le bafut, dont le nombre de locuteurs était estimé à 105 000 au Cameroun en 2005.

## Culture

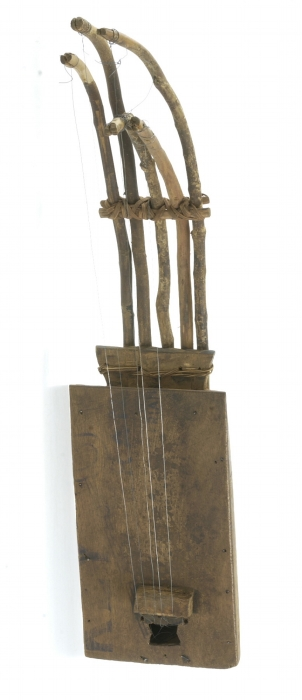
Arc musical